# Daisy Dick
Daisy Dick (n. 29 martie 1972, Oxford, Anglia, Regatul Unit) este o sportivă ce a reprezentat Regatul Unit al Marii Britanii și al Irlandei de Nord, medaliată olimpică. A participat la o ediție a Jocurilor Olimpice (2008) în care a câștigat o medalie de bronz.

## Participări
Lista de mai jos prezintă principalele competiții la care a participat Daisy Dick de-a lungul carierei.
- equestrian at the 2008 Summer Olympics – team eventing[*]